# KTM・1290スーパーアドベンチャー
1290スーパーアドベンチャー（1290 SUPER ADVENTURE）は、2015年からKTM Sportmotorcycle AGが製造している、4ストローク1,301 ccのオートバイである。エンジンは1290スーパーデュークRのものを共用し、フライホイールの重量を増すことで高速走行での安全性と快適性を確保している。また、安全性を高めるためにマルチモード・エレクトリック・サスペンション、ライドモード・テクノロジー、MSC（モーターサイクル・スタビリティ・コントロール）を搭載している他、ダンピングモードと呼ばれるライダーの要望や路面の状況などによってインストルメントパネル上でスポーツ、ストリート、コンフォート、オフロードの4つから選択できるようになっている。同年にはKTM・1050アドベンチャーも販売されている。2017年には舗装路向けの電子制御を搭載した最速モデルのSと30リットルに増量したTモデルが発売された。